# Barberaz
Barberaz es una comuna francesa situada en el departamento de Saboya, en la región de Auvernia-Ródano-Alpes.

## Demografía
| 2495 | 3235 | 3329 | 3793 | 4195 | 4663 | 5260 |
| Para los censos de 1962 a 1999 la población legal corresponde a la población sin duplicidades (Fuente: INSEE [Consultar]) |      |      |      |      |      |      |